# Carapeços
Carapeços é uma povoação portuguesa sede da Freguesia de Carapeços do Município de Barcelos, freguesia com 8,12 km² de área e 2168 habitantes (censo de 2021), tendo, por isso, uma densidade populacional de 267 hab./km².
Tem por orago São Tiago.

## Demografia
A população registada nos censos foi:
| Distribuição da População por Grupos Etários | Distribuição da População por Grupos Etários | Distribuição da População por Grupos Etários | Distribuição da População por Grupos Etários | Distribuição da População por Grupos Etários |
| -------------------------------------------- | -------------------------------------------- | -------------------------------------------- | -------------------------------------------- | -------------------------------------------- |
| Ano                                          | 0-14 Anos                                    | 15-24 Anos                                   | 25-64 Anos                                   | > 65 Anos                                    |
| 2001                                         | 472                                          | 414                                          | 1086                                         | 214                                          |
| 2011                                         | 431                                          | 303                                          | 1260                                         | 283                                          |
| 2021                                         | 285                                          | 299                                          | 1204                                         | 380                                          |

## Geografia
A freguesia situa-se cerca de 6 km a norte da cidade de Barcelos, atravessada pela  Estrada Nacional n.º 204, direção Barcelos - Ponte de Lima e pelo caminho de ferro, linha do Minho.
Geograficamente encontra-se no vale do Tamel, rodeada pelas seguintes freguesias: Quintiães e Tamel São Pedro Fins a norte; Santa Leocádia de Tamel a poente, Silva e Lijó a sul; Campo (Barcelos) (e Tamel S. Pedro Fins) a nascente.

## Colecividades
Possui várias associações de índole desportiva, cultural e social, tais como:
- Associação Cultural e Desportiva de Carapeços - Inclui equipas de futebol nos mais variados escalões e ainda futebol feminino, participando todas elas nas provas organizadas pela Associação de futebol Popular de Barcelos (AFPB) e Federação de futebol popular do Norte.
- Associação "Cor Unum" - Movimento Religioso da Casa de Nazaré
- Fanfarra de S.Tiago de Carapeços
- TPC Teatro Popular de Carapeços (secção da Associação cultural e desportiva de Carapeços)
- Associação Sílaba
- Academia Cultural de Carapeços/ Rancho Infanto-Juvenil da Academia Cultural de Carapeços
- Rancho folclórico de S. Tiago de Carapeços
- Associação de Pais da Escola de Carapeços
- Coro Litúrgico de Santiago de Carapeços (CLSC)

## Património
- Castro de Monte Castro ou Povoado fortificado de Monte Castro

## Política

### Eleições autárquicas
| Data | %       | V       | %       | V       | %     | V  | %     | V   | %     | V   | %       | V       |
| Data | CDS-PP  | CDS-PP  | PPD/PSD | PPD/PSD | PS    | PS | CDU   | CDU | IND   | IND | PSD-CDS | PSD-CDS |
| ---- | ------- | ------- | ------- | ------- | ----- | -- | ----- | --- | ----- | --- | ------- | ------- |
| 1976 | 42,43   | 3       | 36,91   | 3       | 17,19 | 1  |       |     |       |     |         |         |
| 1979 | 40,49   | 4       | 43,61   | 4       | 13,45 | 1  |       |     |       |     |         |         |
| 1982 | 13,38   | 1       | 73,82   | 11      | 10,61 | 1  |       |     |       |     |         |         |
| 1985 | 16,15   | 1       | 73,18   | 8       |       |    |       |     |       |     |         |         |
| 1989 | 22,90   | 2       | 35,61   | 3       | 40,34 | 4  |       |     |       |     |         |         |
| 1993 | 4,02    | -       | 35,92   | 3       | 57,77 | 6  | 1,10  | -   |       |     |         |         |
| 1997 | 3,94    | -       | 41,81   | 4       | 50,71 | 5  | 2,52  | -   |       |     |         |         |
| 2001 | 2,67    | -       | 31,99   | 3       | 28,10 | 3  | 2,59  | -   | 32,06 | 3   |         |         |
| 2005 |         |         | 50,08   | 5       | 36,64 | 3  | 11,21 | 1   |       |     |         |         |
| 2009 | 35,70   | 3       | 62,32   | 6       |       |    |       |     |       |     |         |         |
| 2013 | PPD/PSD | PPD/PSD | CDS-PP  | CDS-PP  | 78,44 | 8  | 19,26 | 1   |       |     |         |         |
| 2017 | PPD/PSD | PPD/PSD | CDS-PP  | CDS-PP  | 74,16 | 7  | 22,95 | 2   |       |     |         |         |
| 2021 | PPD/PSD | PPD/PSD | CDS-PP  | CDS-PP  | 39,11 | 4  | 6,59  | -   | 37,10 | 4   | 12,97   | 1       |